# Henri Callot
Henri Callot (* 18. Dezember 1875 in La Rochelle; † 22. Dezember 1956 in Paris) war ein französischer Fechter.
Callot belegte bei den Olympischen Sommerspielen 1896 den zweiten Platz beim Florett. In der Vorrunde konnte sich der Franzose gegen die beiden griechischen Fechter Periklis Pierrakos-Mavromichalis, und Ioannis Poulos, sowie gegen seinen Landsmann Henri Delaborde durchsetzen. Im Finale unterlag er seinem Landsmann Eugène-Henri Gravelotte aus der anderen Vorrundengruppe mit 2:3.